# Ramón Luis Herrera
Ramón Luis Herrera Rojas (Cambao, Yaguajay, 9 de abril de 1956) es un poeta, crítico, narrador, investigador, editor y traductor cubano. Es Doctor en Ciencias Filológicas por la Universidad Central de Las Villas en 2000. El destacado poeta y crítico cubano Roberto Manzano, ha dicho sobre la poesía de Ramón Luis Herrera: “Tiene la inocencia del alma que se instala de modo definitivo en su morada terrestre y extrae de ella los grandes temas de la literatura y las preocupaciones características de la angustia humana, que se sabe criatura sujeta a la intemperie de la muerte.” 

## Datos biográficos
Nació en Cambao, Yaguajay, el 9 de abril de 1956; se radicó en La Aurora, Cabaiguán, en 1984 y en Cabaiguán desde 1990 hasta 1994, año en que se mudó para Sancti Spíritus donde reside en la actualidad. Se graduó de maestro primario en la Escuela Formadora de Maestros Primarios de Las Villas en 1974, en Profesoral Superior de Español-Literatura en el ISP Silverio Blanco en 1983 y obtuvo la especialización en Doctor en Ciencias Filológicas por la Universidad Central de Las Villas en 2000. 
Se desempeñó como vicerrector de investigaciones y director de posgrado (2009-2011), en la Universidad de Sancti Spíritus. Fue asesor de la Misión Sucre y del Convenio Cuba-Venezuela de Educación Superior, adscrito a la Universidad Bolivariana de Venezuela, en Caracas. También ha ejercido como docente en Benín (1980-1982), Rusia (1987), México (2003) y Francia (2003 y 2006), países en los que, además, pronunció conferencias sobre temas literarios en instituciones culturales.
Ha sido merecedor de numerosas distinciones cubanas. Ostenta la Medalla Rafael María de Mendive y la José Tey; y la Distinción Por la Educación Cubana. Además, la Frank País; la Majadahonda; la Honrar, honra de la Sociedad Cultural José Martí; la del Mejor Maestro Promotor de la Lectura del Comité Cubano de IBBY; la de la Asociación de Pedagogos de Cuba; y la del Sistema de Información del Mined.

## Obra
- Corazón asustado (poesía infantil), La Habana, Ediciones Unión, 1994.[3]
- Lindo es el sapo (poesía infantil), La Habana, Editora Abril, 1996; y Sancti Spíritus, Ediciones Luminaria, 2010.
- Canciones a Semíramis (poesía juvenil), Matanzas, Ediciones Matanzas, 1998; y La Habana, Editorial Pueblo y Educación, 2012.
- La alfombra del califa (poesía infantil), Sancti Spíritus, Ediciones Luminaria, 1999.
- La rosa, los zapatos (poesía infantil), Sancti Spíritus, Ediciones Luminaria, 2003.
- Sonetos del alfanje y la penumbra (poesía para adultos), Sancti Spíritus, Ediciones Luminaria, 2007.
- Almendro rojo con caballo blanco (poesía juvenil), Santa Clara, Sed de Belleza Ediciones, 2007; y La Puerta de Papel, La Habana, Editorial Gente Nueva, 2008.
- Entre el naranjal y el cielo, de Dora Alonso  (antologador), Pinar del Río, Editorial Cauce, 2008 y 2010.
- Magia de la letra viva. Formar lectores en la escuela (texto pedagógico historia de la literatura), La Habana, Editorial Pueblo y Educación, 2009 y 2012; y La Habana, Editorial Academia, 2009.
- En las entrañas del verano de Maurice Carême (selección, traducción, prólogo y notas), La Habana, Editorial Gente Nueva, 2013.
- Estudios literarios. Destinado a estudiantes de la licenciatura en Educación Primaria (coautor), (libro de texto), La Habana, Editorial Pueblo y Educación, 2013.
- Diccionario de autores de la literatura infantil cubana, t. 1-2 (con Mirta Estupiñán González), La Habana, Editorial Gente Nueva, 2014. Impresión digital en CD en el Encuentro Nacional de Escritores para Niños de la Sección de Literatura para Niños de la Uneac, 5 al 9 de octubre del 2014; y Editorial Gente Nueva y Ediciones Unión, La Habana, 2015.
- Julio M. Llanes o la imaginación desde las raíces (compilación, prólogo y cronología), Sancti Spíritus, Ediciones Luminaria, 2014.